# Castrillino
Castrillino es una localidad y pedanía española perteneciente al municipio de Villaquilambre, en la provincia de León, comunidad autónoma de Castilla y León.

## Situación
Se encuentra en la N-621 en dirección Santander.

## Población
Según el INE en 2013, tiene una población de 19 habitantes, 12 hombres y 7 mujeres.